# Niepokonani (singel)
Niepokonani – singel polskiego zespołu rockowego Perfect. Wydany w 1997, promował czwarty studyjny album grupy, Geny. Autorem tekstu jest Bogdan Olewicz, a kompozytorem Andrzej Nowicki. Singel wyprodukowała wytwórnia PolyGram Records. Do utworu nakręcono promocyjny czarno-biały teledysk.
Początkowo utwór nie odniósł żadnego sukcesu komercyjnego. Pod koniec 1997 utwór zaczął być nadawany w Programie III Polskiego Radia z inicjatywy Piotra Kaczkowskiego, po czym został wprowadzony na listę przebojów stacji. Singel przez 51 tygodni był klasyfikowany na Liście Przebojów Programu Trzeciego, przez pięć kolejnych tygodni (od 30 stycznia do 27 lutego 1998) plasował się na 1. miejscu zestawienia.
Utwór był nagrywany w Izabelin Studio w Izabelinie pod Warszawą.